# Regió de transició solar

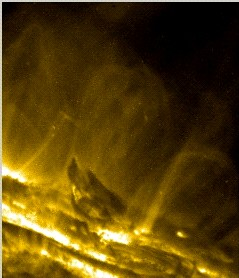
Imatge de la corona solar amb una prominència fosca al centre. La regió de transició és visible com una boira baixa i lluent sobre la superfície solar i com un prim nimbus brillant al voltant de la prominència en si. Les grans estructures brillants són rínxols magnètics a la corona solar.

La regió de transició solar és una regió de l'atmosfera del Sol, situada entre la cromosfera i la corona. Es pot veure des de l'espai mitjançant telescopis sensibles a l'ultraviolat. És important perquè hi tenen lloc diverses transicions no relacionades entre si però importants en la física de l'atmosfera solar:
- Per dessota, la gravetat determina la forma de gran part dels trets, de manera que el Sol pot ésser descrit per capes i trets horitzontals (com ara les taques solars; per sobre, són les forces dinàmiques les que determinen la forma de la majoria de trets, de manera que la regió de transició no és una capa ben definida a una determinada altitud.
- Per dessota, la majoria de l'heli no està completament ionitzat, de manera que irradia energia molt efectivament; per sobre, està completament ionitzat. Això té un efecte profund sobre la temperatura d'equilibri.
- Per dessota, el material és opac als colors relacionats amb les línies espectrals, de manera que moltes de les línies espectrals formades per dessota de la regió de transició són línies d'absorció en infraroig, llum visible i quasiultraviolat, mentre que la majoria de les línies espectrals que es formen a la regió de transició o per sobre d'ella són línies d'emissió en ultraviolat extrem i rajos X. Això fa que la transferència radioactiva d'energia dins la regió de transició sigui molt complicada.
- Per dessota, la pressió dels gasos i la dinàmica de fluids determinen la moció i la forma de les estructures; per sobre, aquest paper és assumit per les forces magnètiques, cosa que comporta diverses simplificacions de la magnetohidrodinàmica. La regió de transició en si no ha estat ben investigada, en part perquè cal afrontar la complexitat de l'equació Navier-Stokes i les equacions de Maxwell.

La ionització de l'heli és important perquè és una part essencial de la formació de la corona; quan el material solar està prou fred perquè l'heli que hi ha estigui només parcialment ionitzat (retenint un dels seus dos electrons), el material es refreda per radiació de manera molt efectiva, mitjançant la radiació dels cossos negres i una unió directa amb el continu de Lyman. Això passa a la part superior de la cromosfera, on la temperatura d'equilibri és d'unes quantes desenes de milers de kèlvins.
Un lleuger escalfament causa una ionització total de l'heli, i aleshores deixa d'unir-se fàcilment amb el contínuum de Lyman, de manera que no irradia energia tan fàcilment. La temperatura es dispara ràpidament fins a quasi un milió de kèlvins, la temperatura de la corona solar. Aquest fenomen rep el non de catàstrofe tèrmica, i es tracta d'un canvi d'estat, tal com l'aigua que s'evapora per formar vapor; de fet, els físics solars es refereixen a aquest procés com a evaporació, per analogia amb el procés de l'aigua. De la mateixa manera, si es redueix lleugerament la calor que rep el material coronal, es refredarà molt ràpidament fins a uns quants centenars de milers de kèlvins, i hom diu que s'ha condensat. La transició de regió està composta de matèria que es troba aproximadament a la catàstrofe tèrmica.